# محمد یکم

محمد یکم (در ترکی عثمانی: چلبی محمد) (زادهٔ ۱۳۸۹ در بورسا - درگذشتهٔ ۲۶ مهٔ ۱۴۲۱ در ادیرنه) از سال ۱۴۱۳ تا ۱۴۲۱ میلادی سلطان امپراتوری عثمانی بود.
در سال ۱۴۰۲ بایزید یکم، سلطان عثمانی و پدر محمد اول پس از نبرد آنکارا به‌دست امیر تیمور زندانی شد. پس از آن یک دورهٔ آشوب قلمرو عثمانی را فراگرفت و چهار پسر بایزید با یک‌دیگر بر سر تخت و تاج به ستیز پرداختند. این دوره به دوره فترت عثمانی معروف است.
محمد اول در آن زمان فرمانروای آماسیه بود و توانست برادر خود عیسی چلبی را شکست داده و قلمرو او را ضمیمه کند. در رویدادهای بعدی محمد اول توانست با هم‌پیمان شدن با امپراتوری بیزانس برادران دیگر خود را از صحنه بیرون کند و سلطان شود.
محمد اول توانست در زمان پادشاهی خود بیگ نشین جانداریان، پادشاهی مسیحی کیلیکیه و بخش‌هایی از آلبانی را به قلمرو عثمانی بیفزاید. از سوی دیگر وی ناچار بود بنا بر پیمانی که با امپراتوری بیزانس بسته بود، قیصر بیزانس را به عنوان فرادست خود به رسمیت بشناسد. محمد اول تا پایان عمر بر این پیمان وفادار ماند.
عصری که محمد عثمانی زمام دولت عثمانی را بدست گرفت، امپراتوری عثمانی بشدت مجروح و متزلزل بود، حمله بی‌رحمانه تیمورلنگ و ۱۰ سال جنگ داخلی مابین فرزندان سلطان بایزید و تخریب و تحریک صلیبی‌ها دولت و ملت عثمانی کاملاً از لحاظ ملی و مذهبی آسیب دیده بودند.
سلطان محمد مشهور بود به «محمد چلبی» یعنی کشتی‌گیر قهرمان؛ و از نظر تدین سلطان محمد اولین سلطان عثمانی بوده‌است که هرساله قسمت هنگفتی از دارائی خود را به جهت توزیع و هزینه بین فقراء حرمین به مکه مکرمه می‌فرستاد و عاقبت در سال ۱۴۲۱ در شهر ادرنه فوت کرد و جسد وی از شهر ادرنه (شهر مجاهدان) به شهر بورسا (شهر فقها) انتقال داده شد.

## نگارخانه

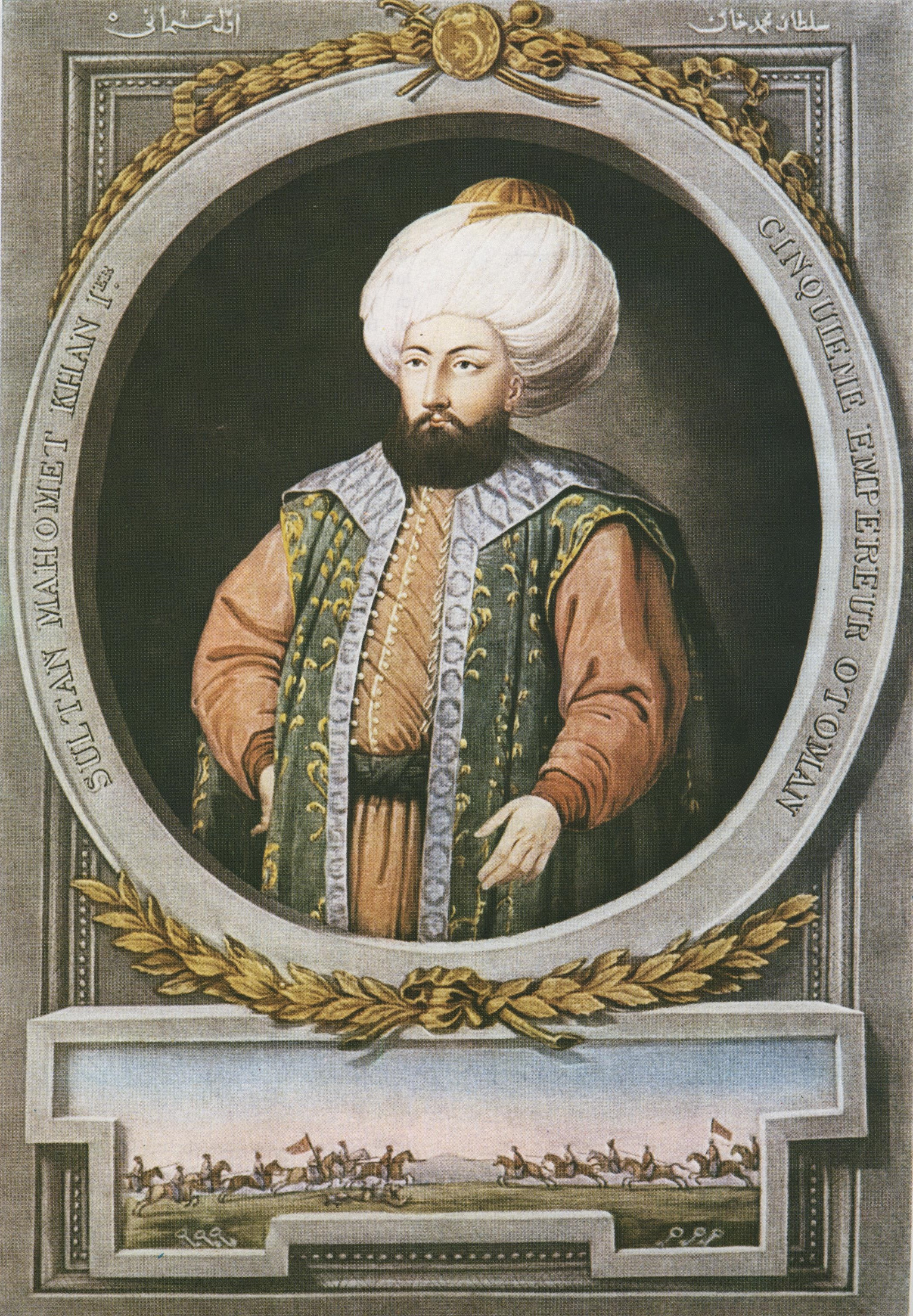
سلطان محمد چلبی
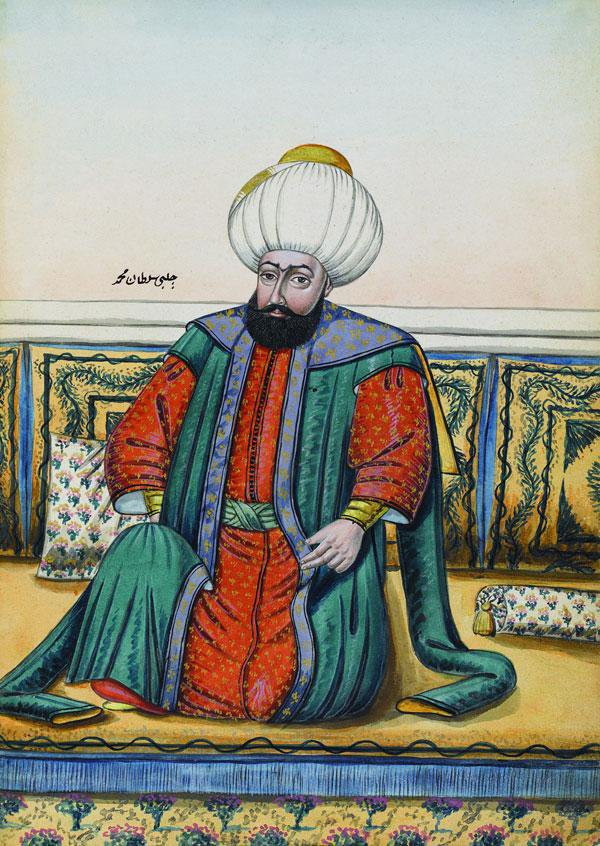
نگاره‌ای از محمد یکم
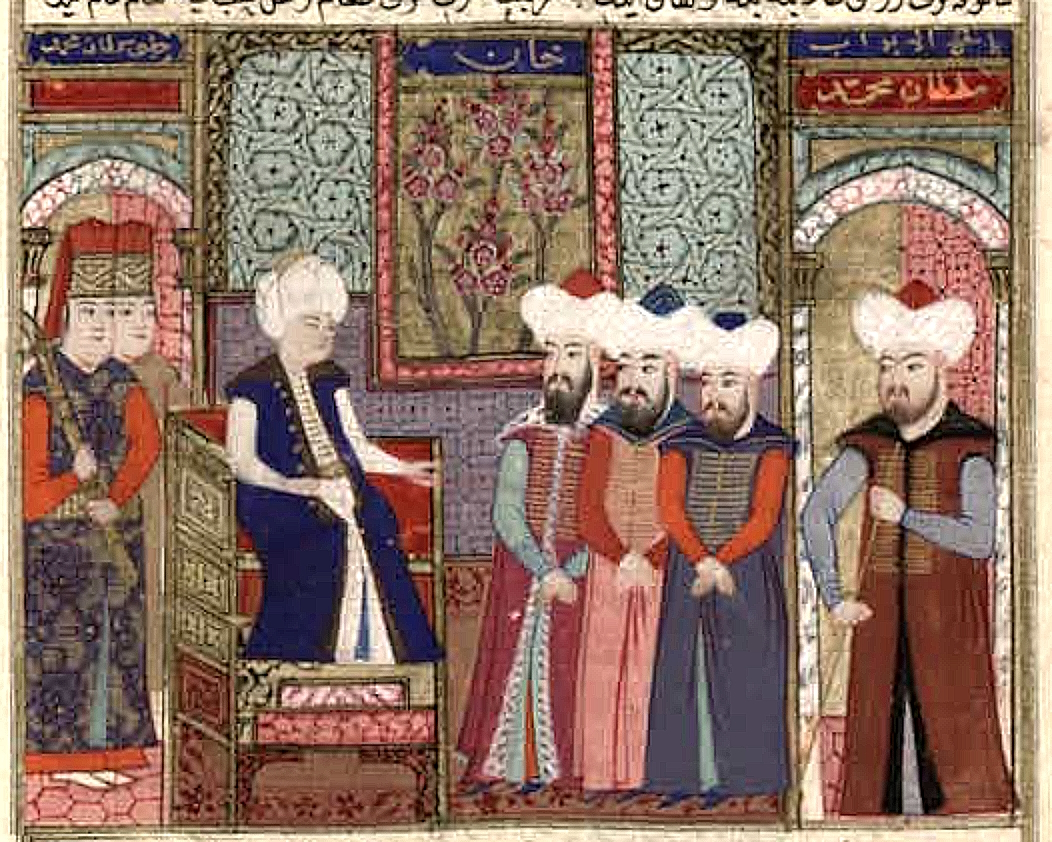
سلطان محمد اول همراه با شخصیت‌های برجسته عثمانی. مینیاتور عثمانی، در دانشگاه استانبول نگهداری می‌شود.
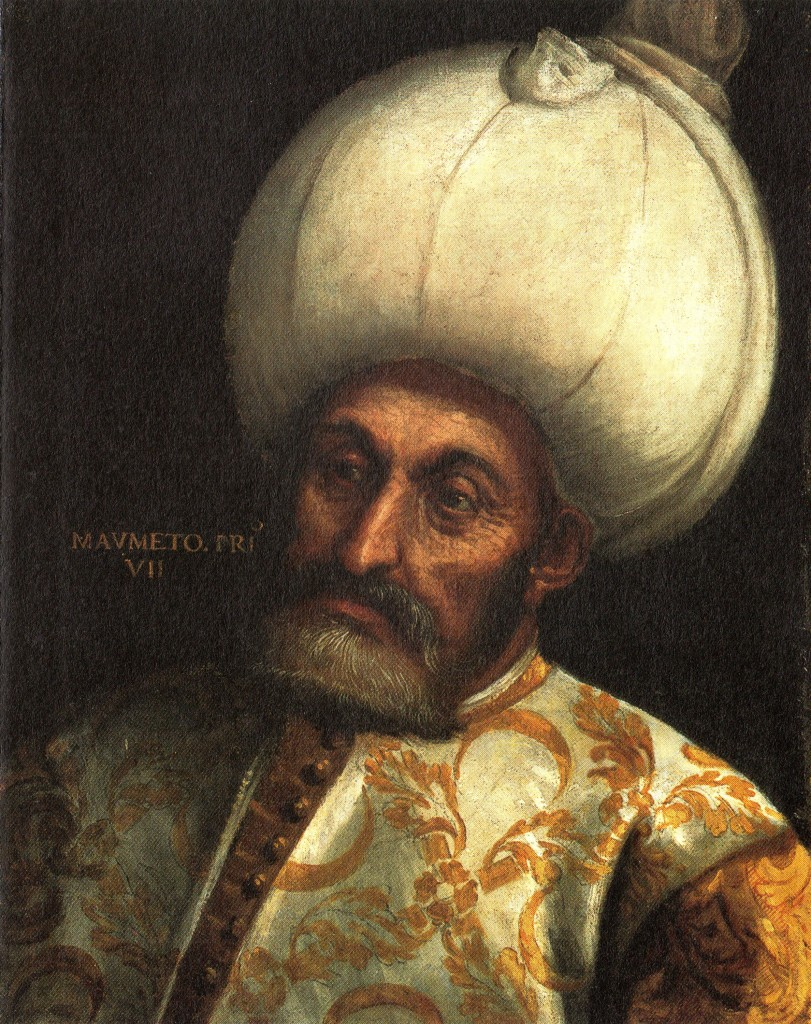
پرتره‌ای از سلطان محمد اول، توسط پائولو ورونز
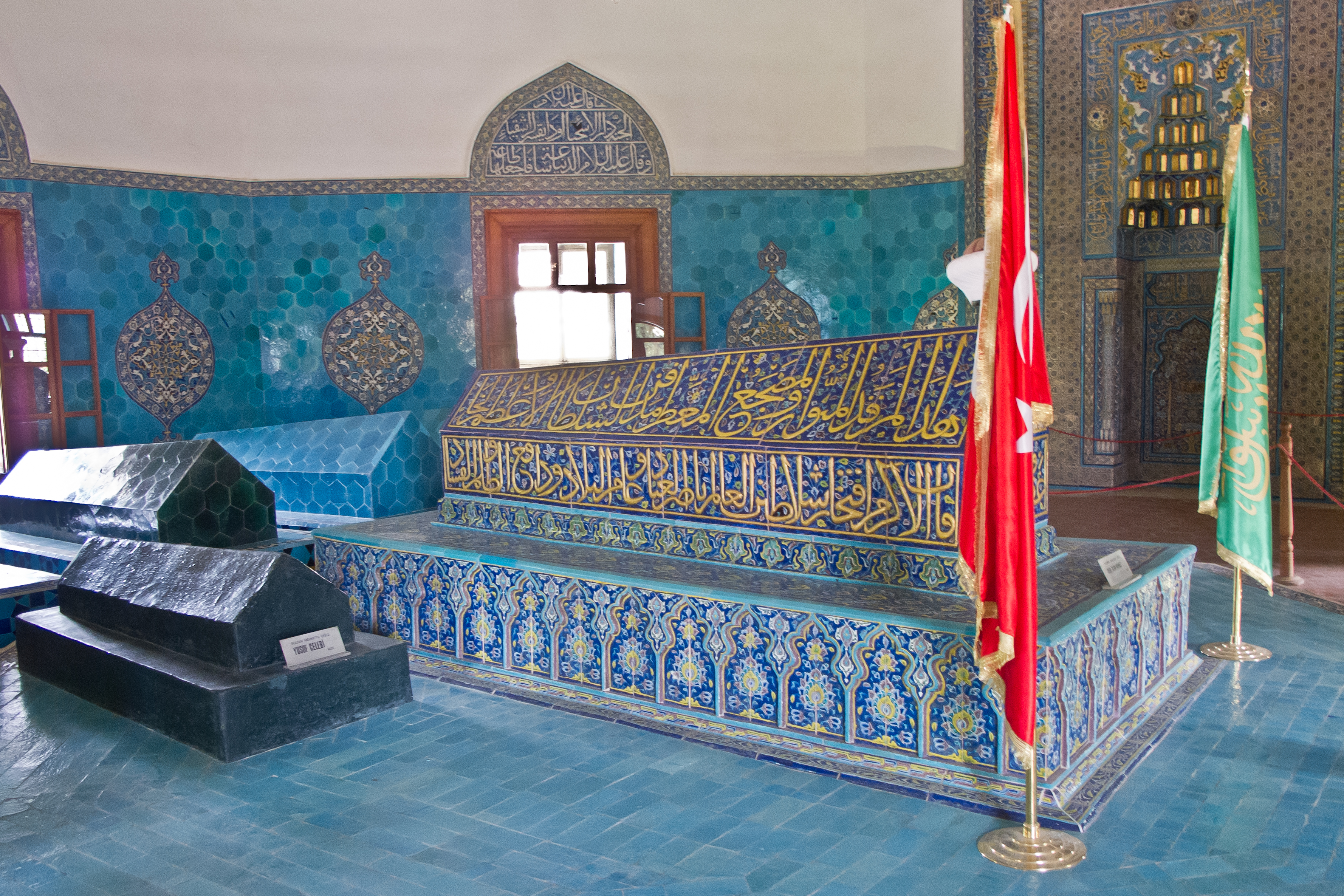
مقبره محمد یکم، آرامگاه سبز، مسجد یشیل (سبز)، بورسا، ترکیه